# Cullenovo znamení

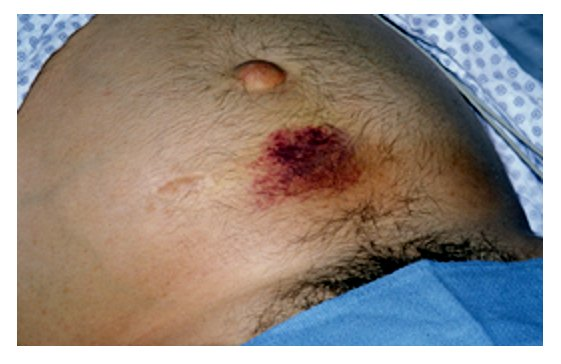
Cullenovo znamení

Cullenovo znamení je spolu s Greyovým-Turnerovým znamením jedním z počátečních příznaků akutní panktreatitidy. Projevuje se otokem a nafialovělými skvrnami v okolí pupku.
Znamení poprvé popsal v roce 1916 porodník Thomas Stephen Cullen (1869–1953) u prasklého mimoděložního těhotenství. Cullenovo znamení předchází 24–48 hodin projevům akutní pankreatitidy, která má úmrtnost od 8–40%.
Může být způsobeno:
- akutní pankreatitídou
- krvácením při tupém poranění břicha
- krvácením při prasklém aneurysmatu břišní aorty
- krvácením při mimoděložním těhotenství

V současné době je význam tohoto znamení při vyšetřování pacienta spíše v pozadí díky přesnějším zobrazovacím metodám (CT, ultrazvuk).